# Deborah Colker

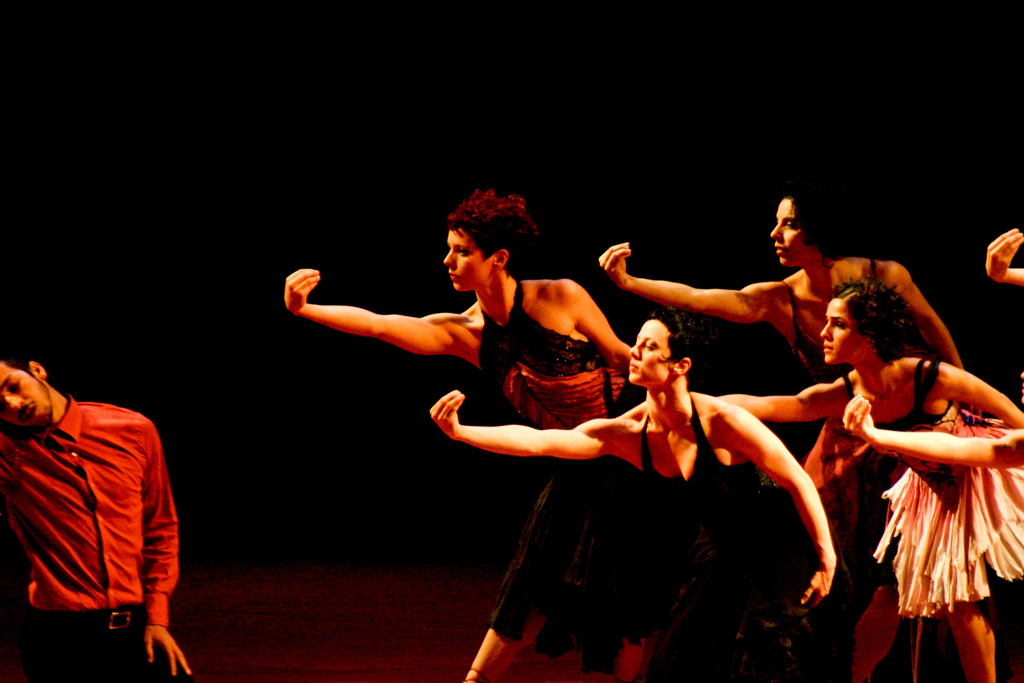
Companhia Deborah Colker, Curitiba, März 2008

Deborah Colker (* 1961 (?) in Rio de Janeiro) ist eine brasilianische Tänzerin und Choreografin.

## Leben
Deborah Colker, Tochter eines Dirigenten, studierte Psychologie und war für kurze Zeit Profispielerin im Volleyball. Sie gilt auch als exzellente Konzertpianistin; sie hatte zwölf Jahre lang Klavierunterricht und wollte ursprünglich Pianistin werden.
Mit 17 Jahren begann sie ihre professionelle Tanzausbildung: Klassisch, Jazz und Step. Von 1980 an tanzte, choreographierte und unterrichtete sie acht Jahre lang bei „Grupo Coringa“. 1984 wurde sie Ballettmeisterin und arbeitete zehn Jahre lang mit den wichtigsten Regisseuren und Schauspielern Brasiliens in über 30 Stücken zusammen. Für Werner Herzogs „Sommernachtstraum“ entwickelte sie die Bewegungsregie, damit begann 1984 ihre Karriere als „Movement Director“. Darüber hinaus bearbeitete Colker die Choreographie von Musikshows und Videoclips von 1995 bis 1997 für die Front Commission der Mangueira School of Samba. 1994 gründete sie die Companhia de Dança Deborah Colker.
Seit 2001 tritt sie regelmäßig in Deutschland auf. Bekannte Stücke waren Rota, Knots, 4 por 4 sowie 2002/2003 Ela und Casa für das Berlin Ballett der Komischen Oper Berlin. Für die Karnevalparade des Jahres 2004 der „Front Commission der Viradouro School of Samba“ war sie die verantwortliche Choreographin.
Aus Anlass der Fußball-Weltmeisterschaft 2006 schuf sie die Fußball-Choreographie Maracanã, welche typische Szenen wie Foul und Fallrückzieher einbezieht.
Colker wurde mit zahlreichen internationalen Auszeichnungen, unter anderem des in London vergebenen bedeutenden Laurence Olivier Award, geehrt. Die Münchner Abendzeitung verlieh ihr den Stern der Woche für die beste Aufführung im deutschen Sprachraum für die „Tanzsommer“-Aufführung in Graz, Innsbruck und Speyer.